# Elliot Valenstein
Elliot Spiro Valenstein (* 9. Dezember 1923 in Manhattan, New York City; † 12. Januar 2023 in Ann Arbor, Michigan) war ein US-amerikanischer Neurobiologe, der an der Universität von Michigan geforscht hat.
In seinen Büchern zur Geschichte der Hirnforschung geht er kritisch mit den biologisch orientierten Konzepten psychischer Erkrankungen um. In „Blaming the Brain“ zeigt er die großen Schwächen der Neurotransmitter-Theorien zu Depressionen und Schizophrenie auf.
In dem Buch "The War of the Soups and the Sparks" beschreibt Valenstein die Geschichte der Synapsen-Forschung.
Schon in seinem Buch Brain Control von 1973 kritisierte er damalige Forschungstendenzen, psychiatrische Erkrankungen mit implantierten Elektroden (José Manuel Rodríguez Delgado u. a.) zu behandeln.

## Werke
- Brain Control: A Critical Examination of Brain Stimulation and Psychosurgery, 1973
- Great and Desperate Cures. 1986, ISBN 0465027113
- Blaming the Brain. 1998, ISBN 0743237870
- The War of the Soups and the Sparks. 2005, ISBN 0231135882